# Клан Маккіннон

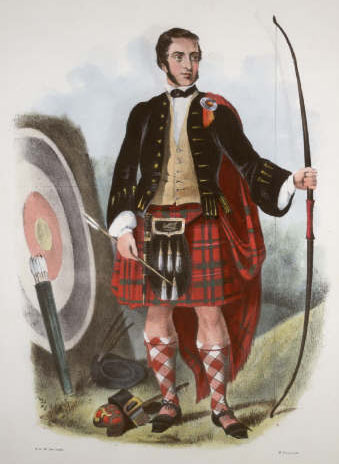
Людина клану Маккіннон у традиційному вбранні. Малюнок художника Р. Р. МакЯна. 1845 рік.

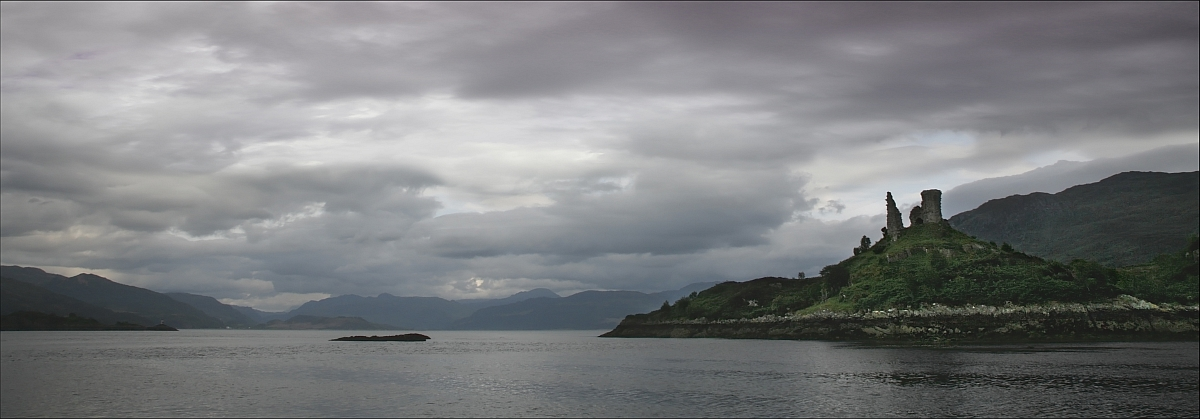
Замок Маол біля Кайлікіна.

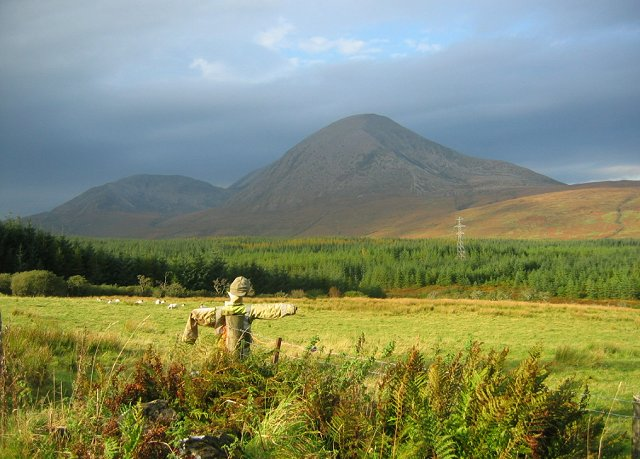
Гори Бейн на Кайлліх та Гор а Блайр.

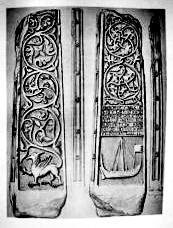
Хрест клану Маккіннон на острові Йона.

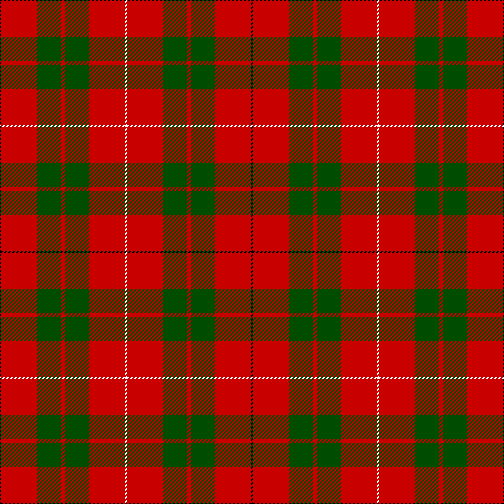
Тартан клану Маккіннон.

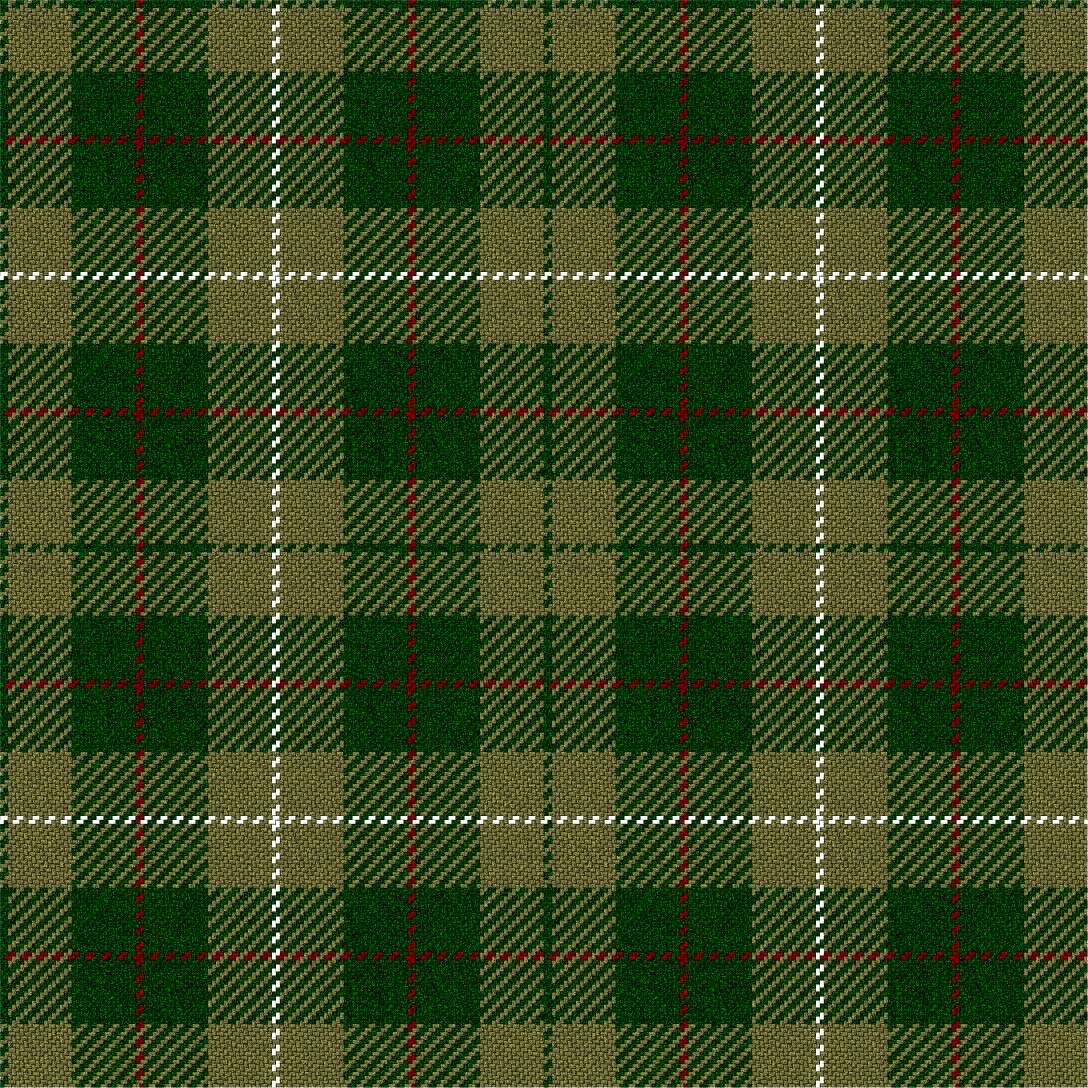
Тартан клану Маккіннон — другий варіант.

Клан Маккіннон — (шотл. — Clan Mackinnon, Clan Fingon) — він же: клан Фінгон, клан Маккіннон — один з кланів гірської Шотландії (Гайленд). Землі клану розташовані на островах Скай, Малл (Внутрішні Гебриди).
Гасло клану: «AUDENTES FORTUNA JUVAT!» — «Фортуна допомагає сміливим!»
Слоган клану: «Cuimhnich bas Alpein!» — «Памятаємо про смерть короля Альпіна!»

## Історія клану Маккіннон

### Походження
Історичні перекази стверджують, що клан Маккіннон має ірландське походження — предки засновників клану походять з ірландського королівства Дал Ріада. Історик XIX століття В. Ф. Скене (шотл. — W. F. Skene) стверджував, що цей клан є одним з семи кланів Шол Альпін — кланів, що простежують свій родовід від короля Альпіна — батька Кінаеда мак Альпіна. Згідно багатьох легенд та історичних переказів Кінаед мак Альпін розглядається як перший король скоттів — перший король Шотландії. Проте сучасні історики схильні вважати, що Кінаед мак Альпін був одночасно корлем піктів, а можливо був навіть піктського походження. Сер Ян Монкрефф (шотл. — Sir Iain Moncreiffe) припускає, що засновники клану Маккіннон належали до того ж клану, що і святий Колумба, зазначаючи, що в давньому гербі вождів клану був хрест святого Колумби, і багато з наставників монастиря на острові Йона були з клану Маккіннон.
Історично клан Маккіннон ворогував і воював постійно з такими кланами як МакКей, Лов, МакФарлан. Літописи свідчать, що в далекому минулому клан Маккіннон був одним з найсильніших кланів нагірної Шотландії.
Мало що відомо про ранню історію клану Маккіннон. Судячи по всьому клан в ранньому середньовіччі підпорядковувався і служив лорду Островів. Після ліквідації автономії і титулу лорда Островів у 1493 році клан фактично отримав незалежність. Клан Маккіннон був у союзницьких стосунках з кланами МакДональд та МакЛін. Клан підтримував якобітів у XVII—XVIII століттях, внаслідок чого втратив свої землі.

### Міф і легенди про клан Маккіннон
Згідно давніх легенд замок Дунакін (гельськ. — Dunakin), що нині називається Кайстел маол (гельськ. — Caisteal Maol), що біля Кайлекін (шотл. — Kyleakin) був побудований принцесою вікінгів, аку легенди називають Саусі Мері (шотл. — Saucy Mary), що вийшла заміж за Фіндануса, що був предком клану Маккіннон. Принцеса контролювала протоку між замком і материком, протягла через протоку Кайл ланцюг і пропускала кораблі тільки після відповідної плати. Після її смерті над її могилою насипали кам'яний курган, що назвали Бейнн на Кайлліх (гельськ. — Beinn na Caillich) — Гора Баби. Легенди стверджують, що клан переміг вікінгів у битві під Гойр а Блайр (гельськ. — Goir a' Bhlair) на схилах Бейнн на Кайлліх недалеко від Бродфорда.

### Походження назви клану
Назва клану Маккіннон є перекручена англомовна назва гельського клану Мак Фінун (гельськ. — Mac Fhionghuin). Саме слово Fhionghuin можна перекласти як «народження справедливості» або «син справедливості». Ця назва зустрічаєтьс в «Книзі Дір» як Фінгуні — Finguni. В інших ірландських джерелах, зокрема, в «Книзі Чотирьох Майстрів» зустрічається назва Фінін (ірл. — Fínghin). Цим іменем названий відлюдник з острова Йона, що помер у 966 році. У давній Ірландії зустрічалися імена Фінін, Фіннгуйне, Фінгайне (ірл. — Finghin, Finnguine, Findgaine). Вважається, що ці імена походять від стародавнього слова Vindo-gonio-s — «син справедливості». Можливо, що назва клану походить від ірландського Мак Йонвун (ірл. — Mac Ionmhuinn) — «син коханої».

### XIV століття—війна за незалежність Шотландії
Згідно повідомлень історичних переказів, клан Маккіннон дав притулок борцю за незалежність Шотландії і майбутньому королю Роберту Брюсу, коли він після однієї поразки тікав у землю Каррік. Після перемоги Роберта Брюса у битві під Баннокберн у 1314 році клан Маккіннон був нагороджений землями на острові Скай. Вождь клану Маккіннон потім жив у замку Данрінгалл (шотл. — Dunringall Castle).

### XV—XVI століття— війни кланів
Клан Маккіннон ворогував і воював з кланом МакЛін. Але після ліквідації титулу лорд Островів клан Маккіннон був на стороні клану МакДональд у його боротьбі з кланом МакЛауд. Хто був вождем клану Маккіннон у 1493 році — році ліквідації автономії островів — невідомо. У 1515 році вождем клану був Ніл Маккіннон Міхніх. У 1517 році Ніл Маккіннон згадується в документах як учасник повстання сера Дональда МакДональда з Лохалша. У 1549 році Дональд Манро — декан Островів описує землі клану Маккіннон як «береги з хорошими луками та лісами, гарні для рибної ловлі і головний притулок для злодіїв і головорізів».
У 1579 році Фіннон Маккіннон Страхарділл та його син Лахнан Ог разом з представниками кланів МакЛайн Лохб'ю, МакЛін та Джоном — епископом Островів зустрілися з королем Джеймсом VI. Єпископ скаржився королю, що ці люди не дають йому отримувати ренту. У 1598 році на острови і землі, що були під владою клану МакДональд вдерлися нападники з кланів МакЛін на чолі з Гекотом МакЛін та разом з кланами МакЛауд Данвеган, Камерон Лохіл, Маккіннон, МакНіл Барра. Битва відбулася під Берн Байг. Клан МакЛін «розбив ворогів, а потім спустошив весь острів в помсту за напад на клан МакЛін в Лохгрунарт».
12 липня 1606 року Лахлан Маккіннон Страхардл та Фінлей МакНаб Бовайн уклали спілку про взаємодопомогу. Вождь клану Маккіннон підписався як Лахланд мак Фінгон.
Показником багатства клану в той час є розміри орендної плати: МакЛауд — 7000 фунтів стерлінгів, МакДональд — 6200, Маккіннон — 2400.

### XVII століття— Громадянська війна на Британських островах
Під час громадянської війни на Британських островах клан Маккіннон підтримував маркіза Монтроз, брав участь у битві Інверлохі 2 лютого 1645 року. Вождь клану Маккіннон — Лахлан Маккіннон сформував полк на допомогу королю Карлу II, брав участь у битві під Вустер. Кажуть, що король на полі бою посвятив вождя клану в лицарі, що сумнівно — звичай був уже архаїзмом в ті часи.

### XVIII століття— повстання якобітів
У 1715 році клан Маккіннон взяв участь у повстанні якобітів. Клан підтримав повстанців і Стюартів. 150 воїнів з клану Маккіннон билися з кланом МакДональд зі Сліту у битві під Шерріфмур. У зв'язку з цим уряд Британії скасував посаду і титул вождя клану Маккіннон, але 4 січня 1727 року вождь клану був помилуваний. Під час повстання якобітів 1745 року вождь клану Маккіннон не дивлячись на свій похилий вік приєднався до повстанців з батальйоном солдат, підтримавши Чарльза Едварда Стюарта. Клан виставив близько 200 бійців. Клан брав участь у битві під Куллоден. Після поразки Чарльз Едвард Стюарт тікав через землі клану Маккіннон і клан переховував його в печері. Вождь клану Маккіннон був схоплений урядовими військами, провів рік за ґратами перш ніж опинився на лаві підсудних у Форті Тілбарі. Вождя клану помилували, враховуючи його похилий вік. Під час завершення суду генеральний прокурор Британії спитав вождя клану Маккіннон: «Якби король Георг опинився б у Вас в полоні, щоб Ви зробили з ним?» Вождь клану відповів: «Я зробив би з ним те саме, що він зробив зі мною — відправив би його в свою власну країну…» За участь у повстанні багато земель клану були конфісковані урядом у 1765 році.

### Сучасна історія
Останній вождь клану Маккіннон старшої лінії вождів помер у 1808 році не лишивши нащадків. Він був правнуком Джона — старшого сина Лахлана Мора, що брав участь в битві під Вустер. Титул вождя клану перейшов до іншої лінії — лінії другого сина Лахлана Мора — Дональда. Цей Дональд потрапив в полон в битві під Вустер і відправився потім то Вест-Індії. Вождем став його праправнук Вільям Олександр Маккіннон (1784—1870), що став XXXIII вождем клану Маккіннон у 1808 році. Пізніше верховенство молодшої гілки — Маккіннон Корріехатахан (шотл. — Mackinnons Corriechatachan) викликало багато суперечок. XXXV вождем клану став Френсіс Олександр Маккіннон. Нині XXXVIII вождем клану є леді Енн Гунхільд Маккіннон — входить до ради шотландських вождів кланів.